# Georg Eder (Reichshofrat)

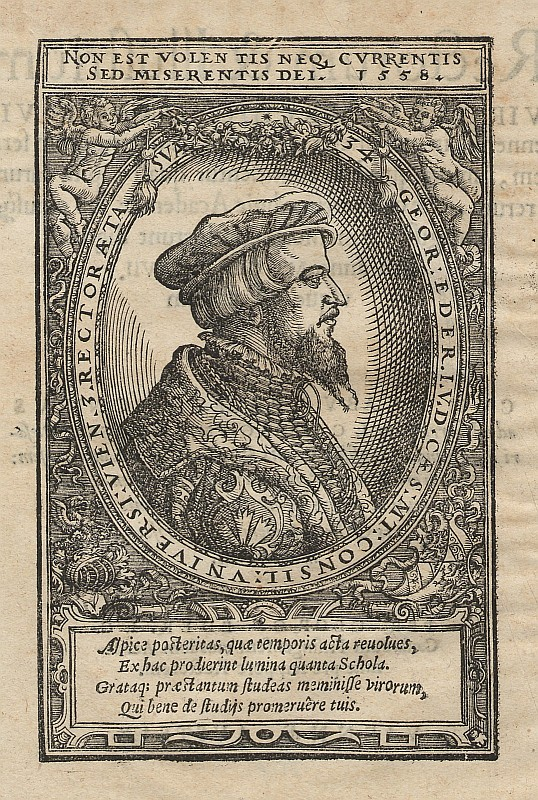
Georg Eder

Georg Eder (* 2. Februar 1523 bei Freising; † 19. Mai 1587 in Wien) war ein in kaiserlichen Diensten stehender Jurist.

## Leben
Georg Eder kam 1551 an die Universität Wien, deren Rektor er ab 1557 insgesamt elfmal war. Er bemühte sich, die wissenschaftliche Leistungskraft der Universität zu heben und sie zu einem Zentrum der katholischen Reform zu machen. Als Ratgeber diente er nacheinander den Kaisern Ferdinand I., Maximilian II. und Rudolf II. Er wurde auch in den Reichshofrat, das höchste kaiserliche Gericht, berufen.
Intensiv setzte sich der Katholik Eder mit den mehrheitlich evangelischen Ständen und Bürgern der österreichischen Länder auseinander. In seinen Schriften propagierte der Jurist die Rückkehr zum alten Glauben. 1573 erschien seine Polemik Evangelische Inquisition wahrer und falscher Religion. Wider Das gemain unchristliche Claggeschray, Daß schier niemands mehr wissen künde, wie oder was er glauben solle... Das Werk erregte als Frontalangriff gegen die theologischen Grundlagen des Luthertums Aufsehen in ganz Europa. Die Widmung des ersten Buches an die Erzherzöge Ferdinand und Karl von Österreich, die Stellung des Verfassers als Reichshofrat, die Schärfe im  Ton verärgerten den auf Ausgleich zwischen den Konfessionen bedachten Kaiser Maximilian II. In scharfen Worten drückte dieser Eder seine Missbilligung aus, forderte die Ablieferung aller Exemplare an die Regierung und untersagte ihm für die Zukunft jede Schriftstellerei in Religionssachen. Erst nach dem Tod Maximilians konnte Eder deshalb wieder in die publizistischen Auseinandersetzungen zwischen Katholiken und Protestanten eingreifen. Dies tat Eder dann auch 1579 mit der Schrift Das guldene Flüß Christlicher Gemain und Gesellschafft, das ist, ain allgemaine richtige Form der ersten, uralten, Prophetischen und Apostolischen Kirchen gleich als ain Kurtze Historia, Von der hailigen Statt Gottes.

## Werke
- Triumphus D. Ferdinando I. Ro. Imperatori invictiss. P. P. Augustiss. Archigymnasii Viennensis nomine pro foelicibus imperii auspicis renunciatus. Hofhalter, Viennae Austriae 1558 (Online-Ausgabe der Universitätsbibliothek Regensburg)
- Catalogus rectorum et illustrium virorum archigymnasii Viennensis. Wien 1559
- Evangelische Inquisition wahrer und falscher Religion... (1573)
- Confessio catholica universi Concilii Tridentini, de praecipuis Doctrinae Christianae Articulis, hoc potissimum seculo controversis. Köln 1570
- Das guldene Flüß christlicher Gemain und Gesellschaft... (1579)
- Ein christliche guthertzige und notwendige Warnungsschrifft an den vierten Stand der löblichen Stätt und Märckt ainer ersamen Landschafft in Österreich under und ob der Enns, dass man Gott in Religion und Glaubensachen mehr gehorsamen solle als den Menschen ...  Ingolstadt 1580
- Schrauf, Karl (Hrsg.): Der Reichshofrat Doktor Georg Eder. Eine Briefsammlung als Beitrag zur Geschichte der Gegenreformation in Niederoesterreich. Wien 1904.
- Catalogus rectorum & illustrium virorum Archigymnasii Viennensis. Viennae Austriae 1559, Online-Ausgabe der Sächsischen Landesbibliothek – Staats- und Universitätsbibliothek Dresden